# Абу Таур
Абу́ Та́ур (исп. Abu Taur, Abu Tawr; конец VIII века) — вали Уэски (упоминается в 778 и, возможно, в 790), сын Кассия из семьи Бану Каси.

## Биография
Абу Таур (под именем Абу Тавра) упоминается испано-мусульманским историком Ибн Хазмом среди сыновей основателя семьи Бану Каси графа Кассия. В арабских исторических хрониках он наделён титулом вали Уэски, однако точные даты его правления пока не установлены.
Не известно, был ли Абу Таур среди мусульманских владетелей, которые в 777 году призвали короля Франкского государства Карла Великого совершить поход в Кордовский эмират и овладеть Сарагосой. Однако в 778 году, когда король франков пришёл с войском в Памплону, «король сарацин» Абу Таур явился в его лагерь, заявил, что признаёт короля Карла своим повелителем, и передал ему в качестве заложников своего брата и дочь.
Следующее упоминание об Абу Тауре во франкских источниках датировано 790 годом. Тогда он прислал на заседание генерального сейма в Тулузе своих послов, которые передали королю Аквитании Людовику Благочестивому подарки и от имени Абу Таура заключили с франками мир.
Факты контактов вали Уэски с франками известны только из франкских источников, в то время как испано-мусульманские авторы говорят об Абу Тауре только как о верном эмиру Кордовы правителе. О дальнейшей судьбе Абу Таура ничего не известно.